# 1953 în film
- 1952 în cinematografie — 1953 în cinematografie — 1954 în cinematografie

## Premiere românești
- Nepoții gornistului, regia Dinu Negreanu

## Filmele cu cele mai mari încasări
Filmele cu cele mai mari încasări din 1953 în SUA:
| #   | Titlu                      | Studio                                                        | Regizor(i)                                      | Actori | Încasări    |
| --- | -------------------------- | ------------------------------------------------------------- | ----------------------------------------------- | --- | ----------- |
| 1.  | Tunica                     | Twentieth Century Fox                                         | Henry Koster                                    | Richard Burton, Jean Simmons, Victor Mature, Michael Rennie, Jay Robinson, Dean Jagger | $17.500.000 |
| 2.  | From Here to Eternity      | Columbia Pictures                                             | Fred Zinneman                                   | Burt Lancaster, Deborah Kerr, Montgomery Clift, Frank Sinatra, Donna Reed, Ernest Borgnine, Philip Ober, Jack Warden, George Reeves                                                                            | $12,500,000 |
| 3.  | Shane                      | Paramount Pictures                                            | George Stevens                                  | Alan Ladd, Jean Arthur, Van Heflin, Brandon deWilde, Jack Palance, Ben Johnson, Edgar Buchanan | $8,000,000  |
| 4.  | How to Marry a Millionaire | Twentieth Century Fox                                         | Jean Negulesco                                  | Marilyn Monroe, Betty Grable, Lauren Bacall, William Powell, Cameron Mitchell, Rory Calhoun | $7,500,000  |
| 5.  | Peter Pan                  | RKO / Walt Disney Productions / Walt Disney Feature Animation | Clyde Geronimi, Wilfred Jackson, Hamilton Luske | Bobby Driscoll, Kathryn Beaumont, Hans Conried, Paul Collins, Tommy Luske, Heather Angel, Bill Thompson, Margaret Kerry, Corinne Orr, Robert Ellis, Jeffery Silver, Jonny McGovern, Stuffy Singer, Tony Butala | $7,000,000  |
| 6.  | Hans Christian Andersen    | RKO Radio Pictures                                            | Charles Vidor                                   | Danny Kaye, Farley Granger, Zizi Jeanmaire | $6,000,000  |
| 7.  | House of Wax               | Warner Bros. Pictures                                         | André de Toth                                   | Vincent Price, Charles Bronson, Frank Lovejoy, Carolyn Jones, Phyllis Kirk | $5,500,000  |
| 8.  | Mogambo                    | Metro-Goldwyn-Mayer                                           | John Ford                                       | Clark Gable, Ava Gardner, Grace Kelly, Donald Sinden | $5,200,000  |
| 9.  | Gentlemen Prefer Blondes   | Twentieth Century Fox                                         | Howard Hawks                                    | Marilyn Monroe, Jane Russell, Charles Coburn, Elliot Reed, Tommy Noonan | $5,100,000  |
| 10. | Salome                     | Columbia Pictures                                             | William Dieterle                                | Rita Hayworth, Stewart Granger, Charles Laughton, Judith Anderson, Sir Cedric Hardwicke | $4,750,000  |

## Premii

### Oscar
- Cel mai bun film:
- Cel mai bun regizor:
- Cel mai bun actor:
- Cea mai bună actriță:
- Cel mai bun film străin:

Articol detaliat: Oscar 1953

### BAFTA
- Cel mai bun film:
- Cel mai bun actor:
- Cea mai bună actriță:
- Cel mai bun film străin: